# Großer Pounellenturm

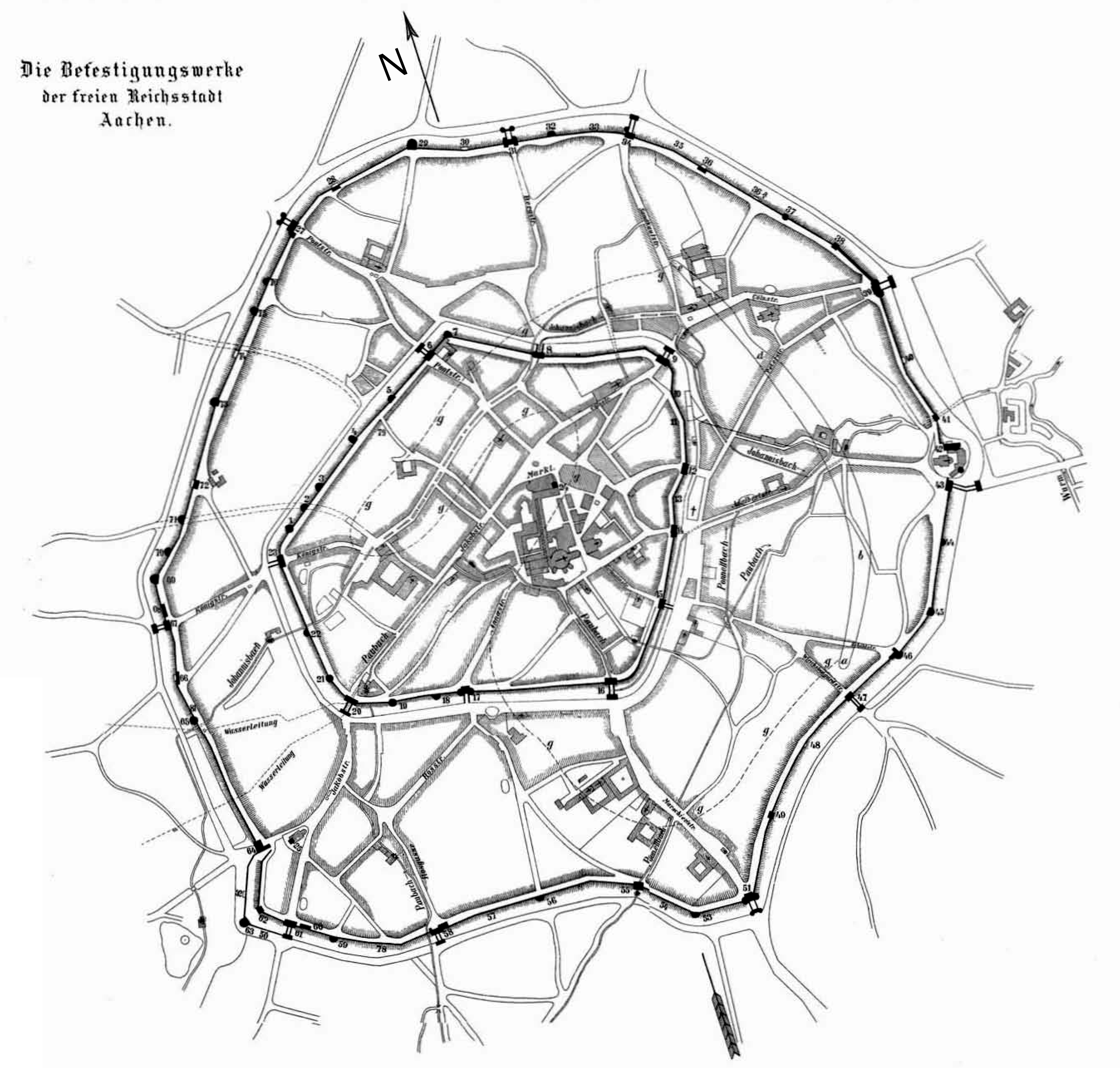
Overzicht van de vestingwerken in Aken. Nummer 55 is de Großer Pounellenturm.

De Großer Pounellenturm was een weertoren en maakte deel uit van de tussen 1257 en 1357 gebouwde buitenste stadsmuren van de Duitse stad Aken. De waltoren bestaat niet meer.

## Locatie
In de buitenste ringmuur stond de Großer Pounellenturm in het zuiden tussen de Marschiertor (in het oosten) en de Rostor (in het zuidwesten). Ze bevond zich nabij wat nu de Boxgraben en de Karmeliterstraße is. Tussen de Großer Pounellenturm en de Marschiertor bevonden zich een erker van de Akense stadsmuren en de weertoren Kleiner Pounellenturm. Tussen de Großer Pounellenturm en de Rostor bevonden zich de Karlsturm en een van de wachthuizen van de Akense stadsmuren.
Op oude stadsgezichten werd de Kleiner Pounellenturm vaak foutief dicht bij de Großen Pounellenturm gesitueerd.
De naam van de toren was net als van de Kleiner Pounellenturm afkomstig van de toen bovengronds lopende beek Paunell, die onder de Großer Pounellenturm doorstroomde.

## Geschiedenis
De Großer Pounellenturm wordt voor het eerst in een oorkonde vermeld in 1444. Wellicht is de toren ouder omdat tussen 1257 en 1357 de buitenste stadsmuur gebouwd werd.
Tussen 1611 en 1614 werd de toren gedeeltelijk gesloopt. De stenen werden gebruikt voor de bouw van de toren van de Jezuïetenkerk Sankt Michael. In 1782 volgde een verdere gedeeltelijke afbraak tot aan de kroon van de muur. Aan het eind van de 19e eeuw werd de toren volledig afgebroken bij de ontwikkeling van de zuidelijke wijk.

## Beschrijving
De Großer Pounellenturm had een rechthoekig grondvlak met een breedte van 13,5 meter en een diepte van 12,3 meter. De toren had drie vloeren die via een wenteltrap met elkaar verbonden waren.
De drie ruimtes op de begane grond hadden een tongewelf. De oostelijke ruimte diende als wachtruimte. Door de westelijke stroomde de Paunell. De middelste ruimte had een deur, de zogenaamde "Hahnepörtzje", aan de buitenzijde van de muur, van waaruit een kleine brug over de stadsgracht naar de aangrenzende velden voerde.
De eerste en tweede verdieping hadden ieder twee ruimtes. Op de eerste verdieping bevonden zich schietgaten voor boogschutters en kruisboogschutters. Op de tweede verdieping waren er bredere schietluiken aanwezig die door houten deurtjes gesloten konden worden, waarachter geschut geplaatst was zoals de ballista. Vanaf de tweede verdieping reikte een weererker naar buiten. Op de tweede verdieping stond ook een steile torenspits.

## Sage
De sage verhaalt over de duivel die na diens verdrijving met een met hem verbonden heks met zulks geweld in de Großen Pounellenturm ingestort zijn, dat deze door hen is ingestort en men van onder het in de beek Paunell liggende puin een permanent kreunen en jammeren vernam. Men nam toen aan dat de duivel daardoor altijd onder de Pounellenturm geband is, en de zinsnede "dat geschiedt wanneer de duivel van onder de Pounellenturm komt", wat zoveel betekent als nooit.